# Honda Prelude
Honda Prelude je sportovní kupé, které vyráběla japonská automobilka Honda v letech 1978–2001. Dvoudveřové kupé bylo odvozené od Hondy Accord a výroba trvala pět generací. Model Prelude byl v Japonsku prodáván Hondou v maloobchodním řetězci Honda Verno.
Prelude je stejná kategorie automobilu jako Toyota Celica, Nissan Silvia a Mitsubishi Eclipse. Kvůli klesající poptávce skončila výroba modelu Prelude v roce 2001 po představení modelu Honda Integra DC5.
Název Prelude byl původně ochrannou známkou firmy Toyota, ale později byla dána Hondě.
Prelude měla pět generací, které následovaly za sebou:
- první generace (1978-1982),
- druhá generace (1983-1987),
- třetí generace (1988-1991),
- čtvrtá generace (1992-1996),
- pátá generace (1996-2001).

Generace se liší tvarem karoserie, s dalšími generacemi přicházely i výkonnější motory a prvky pasivní a aktivní bezpečnosti. Ve čtvrté a páté generaci jsou motory o objemu 2,2l vybaveny variabilním časovaním ventilů značeným VTEC. Od třetí generace se vyskytuje u Prelude 4WS, neboli zadní natáčecí náprava, ale pouze v některých modelech. Pátá generace Hondy prelude byla nejvýkonnější v provedení type S, s motorem H22A s objemem 2.2 L, s variabilním časováním ventilů VTEC o výkonu 217 koní (162 kW; 217 PS) při 7,200 ot/min s max kroutícím momentem 163 lbf·ft (221 N·m) při 6,500 ot/min.